# فرودگاه ردورس
فرودگاه ردورس (به انگلیسی: Redvers Airport) یک فرودگاه است . این فرودگاه در کشور کانادا قرار دارد و در ارتفاع ۵۹۳ متری از سطح دریا واقع شده است.